# Локате ди Триулци
Лока̀те ди Триу̀лци (на италиански: Locate di Triulzi, на западноломбардски: Lucàa, Лукаа) е град и община в Северна Италия, провинция Милано, регион Ломбардия. Разположен е на 96 m надморска височина. Населението на общината е 9806 души (към 2012 г.).